# Adibuddha
Ein Adibuddha ist ein transzendenter Buddha, der als Verkörperung absoluter Weisheit  gilt (s. a. Dharma-Philosophische Bedeutung). Adibuddha bedeutet Urbuddha und er gehört dem Dharmakaya, der Ebene der dualitätsfreien, gleichzeitig transzendenten und immanenten absoluten Wahrheit und Wirklichkeit an, die das Wesen aller Buddhas ausmacht.
Die Idee des Adibuddha soll im 6./7. Jahrhundert entstanden sein und wurde aus dem Tantrayana in den Mahayana-Buddhismus übernommen. Am bekanntesten sind die „fünf großen transzendenten Buddhas“ (auch: Dhyani-Buddhas; tib.: sku lnga rgyal po) Vairocana, Akshobhya, Amitabha, Ratnasambhava und Amogasiddhi. Die Typologie der fünf Buddha-Familien (Buddhakula) bildet auch die Grundstruktur der in der Sadhana visualisierten Gottheiten.

## Vairocana

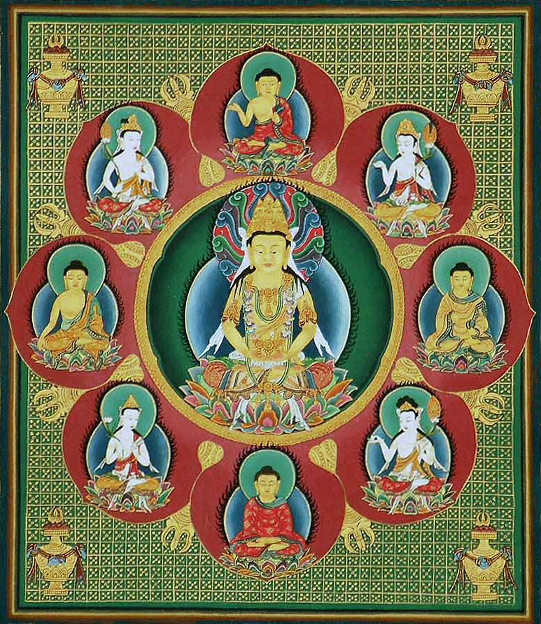
Vairocana – zentraler Ausschnitt eines Garbhadhatu (sanskrit) bzw. Taizo-kai (jp.) – Mandalas (Japan)

Der bekannteste Adibuddha ist Vairocana (Sanskrit: वैरोचन, lautlich-angelehnt Piluzhena-fo chinesisch 毘盧遮那佛, Pinyin Pílú zhēnà fó, jap. Birushana-butsu 毘盧遮那仏 Birushana butsu, kor. Birokana bzw. semantisch-angelehnt chin. Dari Rulai 大日如來 / 大日如来,  Dàrì Rúlái, jap. Dainichi Nyōrai 大日如来, tib.: rNam-par-snang mdzad རྣམ་པར་སྣང་མཛད།, Mongol. Teyin böged geyigülügci, viet. Đại Nhật Như Lai; dt. etwa „Der Sonnengleiche“), der das Zentrum des höchsten Mandala beherrscht. Er durchstrahlt das Weltall und gilt als allwissend (Sarvavid). Er vereint die Weisheit aller Buddhas in sich und gilt auch als kosmischer Buddha, der alles bedingt. Vairocana ist der Herr der Buddha-Familie und wandelt, wenn man auf die Buddhas dieser Buddha-Familie meditiert, Unwissenheit (Avidya) in die Natur aller Buddhas, die Weisheit der endgültigen Verwirklichung um.
Er wird manchmal mit vier Gesichtern dargestellt, mit denen er in alle Weltgegenden schaut. Sein Symbol ist eine Sonnenscheibe und seine Mudra ist der von der linken Hand umschlossene rechte Zeigefinger als Symbol der Vereinigung der Gegensätze.
Im chinesischen Hua-yen und im japanischen Shingon spielt Vairocana eine große Rolle und wird kultisch verehrt. Er ist im Mandala umgeben von hundertdreiundsechzig Erscheinungen des Pantheon – zu ihnen zählen die Buddhas der vier Himmelsrichtungen, Akshobya, Amitabha, Ratnasambhava und Amoghasiddhi, die Tathagatas, die der Sambhogakaya-Ebene angehören.

## Akshobhya

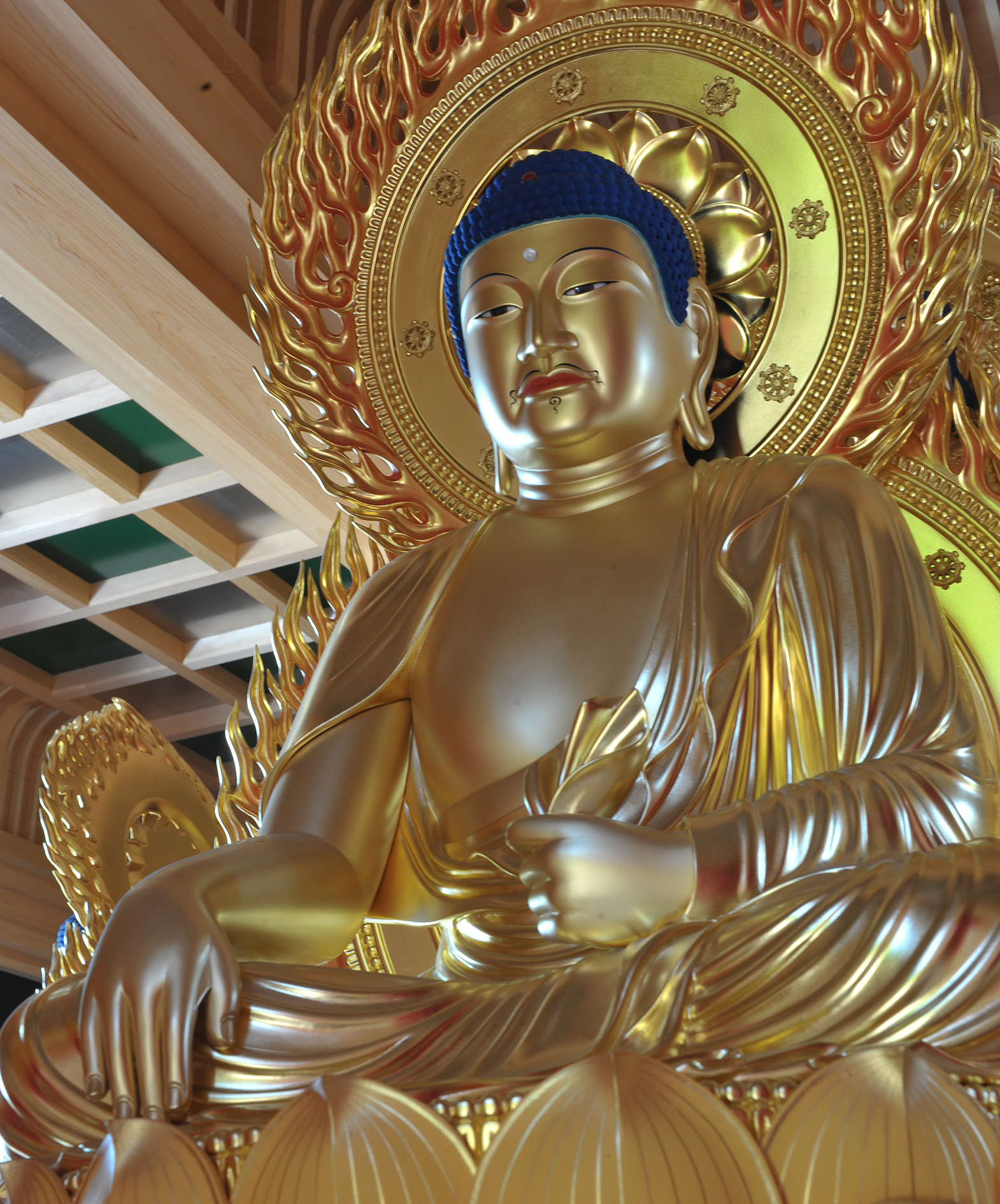
Akshobhya(Renge-in Tanjō-ji)

Akshobhya (tib.: mi bskyod pa; „Der Unerschütterliche“) ist das Oberhaupt der Buddhas der Vajrafamilie. Die Buddhas der Vajrafamilie sind dem Störgefühl Zorn zugeordnet und wandeln es, wenn man auf die Formen dieser Familie meditiert in spiegelgleiche Weisheit um. Er wird dem Osten zugeordnet. Sein Reines Land heißt Abhirati.

### Vajrasattva

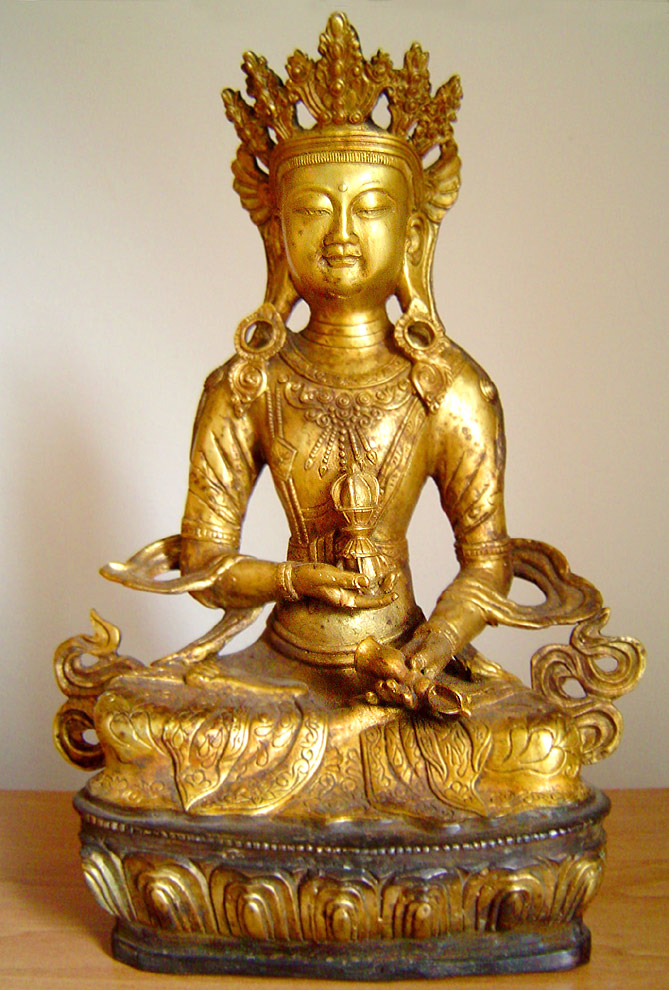
Vajrasattva (Tibet)

In Nepal und Nordindien wird der Sambhogakaya-Buddha Vajrasattva (tib.: rdo rje sems dpa' (Dorje Sempa); „Diamantgeist“) oft anstelle von Akshobhya als Adibuddha und höchster transzendenter Buddha der Vajrafamilie verehrt. Der Sambhogakaya-Körper ist eine Art Lichtkörper oder besser, feinstofflicher Körper, den Buddhas annehmen, um verwirklichten Yogis und Bodhisattvas zu erscheinen. Er kann von gewöhnlichen fühlenden Wesen nicht oder nur begrenzt wahrgenommen werden.
Vajrasattva bedeutet „der den Vajra zum Wesen hat“. Er trägt den Schmuck des Sambhogakaya und wird daher mit einem fünfzackigen Kopfschmuck, Halskette und Armreifen abgebildet. Er hält in der rechten Hand den Vajra und in der linken Hand die Glocke (ghanta) als Versinnbildlichung der Vereinigung von Gegensätzen, da der Vajra männlich ist und das Mitgefühl symbolisiert, während die Glocke weiblich ist und Weisheit verkörpert. Vajrasattva gilt als der Buddha, der die Reinheit aller Buddhas von karmischen Schleiern verkörpert. Die Praxis auf Vajrasattva ist daher eine der wichtigsten tantrischen Reinigungspraktiken. Vajrasattva ist von großer Bedeutung bei den Übertragungen des Dzogchen, der Großen Vollkommenheit, die insbesondere in der Nyingma-Schule des tibetischen Buddhismus als Essenz der Lehren Buddhas weitergegeben werden.

## Amitabha
Der „Buddha des grenzenlosen Lichts“ ist Herr der Buddhas der Lotusfamilie und thront im Reinen Land von Sukhavati. Die Buddhaformen der Lotusfamilie sind dem Störgefühl Gier zugeordnet und wandeln es in den dem Störgefühl zugrundeliegenden Weisheitsaspekt unterscheidende Weisheit um. Er wird dem Westen zugeordnet. Wichtige Sambhogakaya-Ausstrahlungen von Amitabha sind der Bodhisattva Avalokitesvara und der Buddha des langen Lebens Amitayus.
Padmasambhava wird als eine Inkarnation von Amitabha angesehen, Buddha Shakyamuni ebenfalls.

## Ratnasambhava
Ratnasambhava (tib.: rin chen 'byung gnas) ist Herr der Buddhas der Ratna (Juwel)-Familie. Die Buddhas der Ratna-Familie wandeln Stolz in ausgleichende Weisheit um. Er wird der südlichen Weltgegend zugeordnet.

## Amoghasiddhi
Amoghasiddhi (tib.: don yod grub pa), der Buddha der nördlichen Weltgegend ist Herr der Buddhas der Karmafamilie und verwandelt Neid/Eifersucht in allesvollendende Weisheit. So auch die Bedeutung seines Namens: „Der die Weisheit vollendet“. Im Volksglauben gilt er als Erfolgsbringer. Das Symbol dieser Familie ist der Doppelvajra.

## Besondere Urbuddhas des Vajrayana

### Samantabhadra

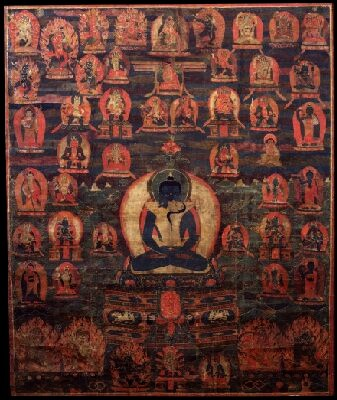
Samantabhadra mit Samantabhadri

Eine weitere im Wesentlichen nur im Vajrayana verehrte Form des Adibuddha ist Samantabhadra (tib.: Kuntuzangpo), „der All-Gute“ oder auch „der ringsum Segensreiche“ oder „der Herr der Wahrheit“. Er erscheint nackt, ohne Attribute und symbolisiert die uranfängliche Erleuchtetheit des Geistes selbst, sowie die Praxis und Meditation aller Buddhas. Nach der Überlieferung des tibetischen Buddhismus war Samantabhadra nie in Samsara eingetreten. Samantabhadra steht in engem Zusammenhang mit den Lehren des Dzogchen (der „Großen Vollkommenheit“) und wird daher besonders in der Nyingma-, aber auch der Bön-Schule verehrt. Der Impuls zur Übertragung der Lehren des Dzogchen wurde von dem Dharmakaya-Buddha Samantabhadra an die Sambhogakaya-Form (erleuchtete Energie-Ebene) Vajrasattva (tib. Dorje Sempa) übermittelt. Dieser übertrug Dzogchen an den Nirmanakaya (Manifestationsebene) und ersten menschlichen Halter dieser Lehren Garab Dorje.
Die Hände Samantabhadras sind zur Meditationsgeste zusammengelegt. Im tantrischen Buddhismus wird Samantabhadra (dunkelblau) oft mit Samantabhadri, seiner weiblichen Seite, in Vereinigung dargestellt. Sie symbolisieren Gewahrsein-Leerheit, die reine absolute, stets gegenwärtige und unbehinderte Natur.
Die Basis von Allem ist nicht zusammengesetzt, sie ist selbstentstehend, weit ausgedehnt und unbeschreiblich.
(aus: Gangteng Tulku, Samantabhadra Dzogchen-Gebet.)

### Vajradhara
Vajradhara (tib.: rdo rje 'chang (Dorje Chang); „Diamanthalter“) ist ein weiterer transzendenter Buddha, die Sambhogakaya-Form von Samantabhadra und kreuzt in dieser Form Glocke und Vajra, was auf der Ebene des Sambhogakaya die Vereinigung von praktischen Mittel und Weisheit symbolisiert. Seine weibliche Entsprechung ist Prajnaparamita, eine Verkörperung der höchsten Weisheit.
Vajradhara hat in den tibetischen Schulen Sakya, Kagyü und Gelug, die sich auf die Übertragung des Mahamudra („Großes Siegel“) konzentrieren, zentrale Bedeutung und gilt dort als Ausgangspunkt der Übertragung.

### Vajradharma
Vajradharma (tib.: rdo rje chos (Dorje Chos)) gilt in der Kagyü-Schule ebenfalls als Adibuddha. Er wird wie Vajradhara mit vor dem Herzen gekreuzten Händen dargestellt, die Vajra und Glocke halten, seine Körperfarbe ist rot. Vajradharma gilt als Buddha der Linie von Vajrayogini.